# Drosophila pseudoananassae
Drosophila pseudoananassae är en tvåvingeart som beskrevs av Bock 1971. Drosophila pseudoananassae ingår i släktet Drosophila och familjen daggflugor.
Artens utbredningsområde är Sydostasien, från Filippinerna till Australien och Indien.